# Franz Schädle
Franz Schädle (Westerheim, Baden-Wurtemberg; 19 de noviembre de 1906 - Berlín, 1 de mayo de 1945) fue el comandante de la guardia personal de Adolf Hitler (Begleitkommando SS des Führers) con el grado de SS-Obersturmbannführer desde el 5 de enero de 1945 hasta su muerte, pocos meses después. 

## Biografía
Después de la escuela trabajó como técnico de la construcción. Se unió a las SS en 1930 y desde marzo de 1932 fue miembro fundador de la guardia personal de Hitler, además fue ayudante de Heinrich Himmler desde 1934. Se encargaba de la seguridad de Hitler y le acompañó en todos sus viajes.  
El 28 de abril de 1945 fue herido en una pierna por la metralla. Según el relato de Otto Günsche, a pesar de la lesión, podría haber contribuido a llevar el cadáver de Hitler por las escaleras del búnker de Berlín, antes de presenciar la incineración de los cuerpos. Pero se suicidó pegándose un tiro en la cabeza en lugar de unirse al grupo que intentó huir del búnker para escapar del avance del Ejército Rojo.

## Cine
El suicidio de Schädle es representado brevemente en la película El hundimiento de 2004 interpretado por Igor Bubenchikov.